# Schönwalde-Glien
Schönwalde-Glien là một đô thị thuộc huyện Havelland, bang Brandenburg, Đức.